# Đại hội Thể thao Đông Nam Á 1985
Đại hội Thể thao Đông Nam Á 1985 (tiếng Thái: กีฬาแห่งเอเชียตะวันออกเฉียงใต้ 1985, đã Latinh hoá: Kila haeng echeiy tawan oak cheing tai 1985),  tên gọi chính thức là kỳ Đại hội Thể thao Đông Nam Á lần thứ 13, là một sự kiện thể thao đa môn khu vực Đông Nam Á được tổ chức tại Băng Cốc, Thái Lan từ ngày 8 đến ngày 17 tháng 12 năm 1985.
Đây là lần thứ tư Thái Lan đăng cai đại hội, và là lần đầu tiên kể từ năm 1975. Trước đó, quốc gia này đã tổ chức các kỳ đại hội vào các năm 1959, 1967 và 1975, khi sự kiện còn được biết đến với tên gọi Đại hội Thể thao Bán đảo Đông Nam Á (SEAP Games). Đại hội được khai mạc và bế mạc bởi Quốc vương Thái Lan Bhumibol Adulyadej tại Sân vận động Suphachalasai.
Bảng tổng sắp huy chương chung cuộc chứng kiến Thái Lan – nước chủ nhà – dẫn đầu, theo sau là Indonesia và Philippines. Nhiều kỷ lục của đại hội và quốc gia đã bị phá vỡ trong kỳ đại hội này. Với rất ít hoặc hầu như không có tranh cãi nào, đại hội được đánh giá là thành công với trình độ thi đấu ngày càng được nâng cao giữa các quốc gia Đông Nam Á.

## Quốc gia tham dự
- Miến Điện
- Brunei
- Campuchia
- Indonesia
- Malaysia
- Philippines
- Singapore
- Thái Lan (Chủ nhà)

## Bảng tổng sắp huy chương
| Hạng               | Đoàn               | Vàng | Bạc | Đồng | Tổng số |
| ------------------ | ------------------ | ---- | --- | ---- | ------- |
| 1                  | Thái Lan (THA)     | 92   | 66  | 59   | 217     |
| 2                  | Indonesia (INA)    | 62   | 73  | 76   | 211     |
| 3                  | Philippines (PHI)  | 43   | 54  | 32   | 129     |
| 4                  | Malaysia (MAS)     | 26   | 28  | 32   | 86      |
| 5                  | Singapore (SIN)    | 16   | 11  | 23   | 50      |
| 6                  | Miến Điện (BIR)    | 13   | 19  | 34   | 66      |
| 7                  | Brunei (BRU)       | 0    | 0   | 3    | 3       |
| 8                  | Campuchia (CAM)    | 0    | 0   | 0    | 0       |
| Tổng số (8 đơn vị) | Tổng số (8 đơn vị) | 252  | 251 | 259  | 762     |

## Linh vật

Chú mèo Siamese

Linh vật của SEA Games 1985 là chú mèo Siamese.

## Môn thể thao
- Thể thao dưới nước

- Bắn cung

- Điền kinh

- Cầu lông

- Bóng rổ

- Bowling

- Quyền Anh

- Xe đạp

- Bóng đá

- Thể dục dụng cụ

- Judo

- Cầu mây

- Thuyền buồm

- Bắn súng

- Bóng bàn

- Quần vợt

- Bóng chuyền

- Cử tạ